# California State Route 41
Die California State Route 41 (kurz CA 41) ist eine State Route im Bundesstaat Kalifornien der Vereinigten Staaten, die in Nord-Süd-Richtung verläuft. Sie beginnt in der Küstenstadt Morro Bay im Süden und endet am Eingang zum Yosemite-Nationalpark im Norden.

## Verlauf
Die Straße beginnt in Morro Bay am Highway 1 und führt von dort aus nach Nordosten nach Atascadero, wo der U.S. Highway 101 gekreuzt wird. Bei Shandon trifft sie auf die State Route 46 und läuft mit dieser für einige Kilometer zusammen. Am Westrand des kalifornischen Längstals kreuzt die State Route zunächst die California State Route 33 und östlich davon die Interstate 5. Ab hier schlägt die Straße eine stärker nach Norden gerichtete Richtung ein und verläuft durch von Landwirtschaft geprägte Landschaft in Richtung State Route 198, welche sie bei Lemoore überquert. Von hier an besteht die State Route aus zwei getrennten Fahrbahnen mit je zwei Fahrstreifen und führt nach Norden in das etwa 50 km entfernte Fresno. Dort ist sie jeweils über ein Freeway-Kreuz mit der State Route 99 und mit der State Route 180 verbunden. Im Stadtgebiet hat der Highway meist drei oder mehr Fahrstreifen pro Richtung. Etwa nach der Überquerung des San Joaquin River nördlich von Fresno werden die Fahrbahnen wieder zusammengeführt und die Straße führt mit insgesamt zwei Fahrstreifen nach Norden. Circa 11 km nördlich mündet von Westen die California State Route 145 ein, welche am Highway 41 endet. Der Highway nimmt nun eine eher nordwestliche Richtung und führt durch die hügeligen Ausläufer der Sierra Nevada in Richtung Oakhurst, wo von Westen der Highway 49 einmündet. Die Straße führt von dort aus durch Nadelbaumwälder mit oft kurvenreicheren Abschnitten in Richtung Südeingang des Yosemite-Nationalparks, wo sie offiziell endet.